# VII. Ferdinánd spanyol király
VII. Ferdinánd (spanyolul: Fernando VII; El Escorial, Spanyol Királyság, 1784. október 14. – Madrid, Spanyol Királyság, 1833. szeptember 29.), Bourbon-házi spanyol infáns, Asztúria hercege 1788-tól, majd Spanyolország királya két ciklusban: 1808-ban, majd 1813-tól 1833-as haláláig.

## Élete

### Származása
Szülei: IV. Károly spanyol király és Bourbon–parmai Mária Lujza, akiknek kilencedik gyermekeként és ötödik fiaként született. A szülők 1765. szeptember 4-én házasodtak össze.
Apai nagyszülei: III. Károly spanyol király és Szász Mária Amália.
Anyai nagyszülei: I. Fülöp parmai herceg és Lujza Erzsébet francia királyi hercegnő (XV. Lajos király legidősebb leánya).
Ferdinánd testvérei:
- Károly Kelemen (1771. szeptember 19. – 1774. március 7.)
- Sarolta Johanna (Carlota Joaquina, 1775. április 25. – 1830. január 7.), 1785. június 9-én hozzáment az akkor 17 esztendős későbbi VI. János portugál királyhoz, ám a házasságot csak 1790. január 9-én hálták el. Kilenc gyermekük született.
- Mária Lujza (1777. szeptember 11. – 1782. július 2.)
- Mária Amália (1779. január 9. – 1798. július 22.), saját nagybátyjához, Antal Paszkál spanyol infánshoz, IV. Károly öccséhez ment hozzá 1795. augusztus 25-én, de gyermekük nem született.
- Károly Dominik (1780. március 5. – 1783. június 11.)
- Mária Lujza (1782. július 6. – 1824. március 13.), a születése előtt négy nappal elhunyt nővére keresztneveit kapta meg. 1795. augusztus 25-én nővérével, Mária Amáliával egy napon ment férjhez Bourbon-parmai Lajos herceghez, a későbbi I. Lajos etruriai királyhoz, akinek két gyermeket szült.
- Károly Ferenc (1783. szeptember 5. – 1784. november 11.)
- Fülöp Ferenc (1783. szeptember 5. – 1784. október 18.), Károly Ferenc ikertestvére.
- Károly Mária Izidor (1788. március 29. – 1855. március 10.), 1816. szeptember 22-én feleségül vette unokahúgát, Mária Franciska portugál infánsnőt, akivel három közös gyermekük született.
- Mária Izabella (1789. június 6. – 1848. szeptember 13.), a 13. születésnapján, 1802. június 6-án hozzáment Ferenc calabriai herceghez, a későbbi I. Ferenc mápoly–szicíliai királyhoz, akinek 12 gyermeket szült.
- Mária Teréza (1791. február 16. – 1794. november 2.)
- Fülöp (1792. március 28. – 1794. március 1.)
- Ferenc Antal (Francisco de Paula de Borbón, 1794. március 10. – 1865. augusztus 13.), 1819. június 12-én nőül vette saját unokahúgát, Lujza Sarolta (Luisa Carlota) nápoly-szicíliai királyi hercegnőt, I. Ferenc nápoly–szicíliai király és Mária Izabella leányát, aki 11 gyermekkel ajándékozta meg hitvesét.

### Uralkodása
VII. Ferdinánd kétszer is volt spanyol király: 1808-ban és 1813–1833 között. 1808-ban apját palotaforradalommal kényszerítette lemondásra, de Napóleon francia császár Bayonne-ba csalta, ekkor kénytelen volt visszaadni a trónt apjának, IV. Károlynak, aki viszont jogairól Napóleon javára kényszerült lemondani. Ez idő alatt Ferdinándot Napóleon Franciaországban tartotta fogságban egészen 1814-ig, csak ezután térhetett vissza Spanyolországba, trónját visszaszerezni. A spanyol alkotmány eltörlése miatt 1820-ban forradalom tört ki, mely az alkotmány újbóli életbe léptetésére kényszerítette, közben 1823-ban a Szent Szövetség által támogatott francia beavatkozás visszajuttatta hatalma teljes birtokába, erre Ferdinánd az alkotmányt újból visszavonta. Hogy a trónt lányának, II. Izabellának biztosíthassa, érvénytelenítette a száli jogon alapuló trónöröklési rendet is, ez később a karlista háborúkhoz vezetett. Spanyolország Ferdinánd uralma alatt elvesztette latin-amerikai gyarmatainak nagy részét is.

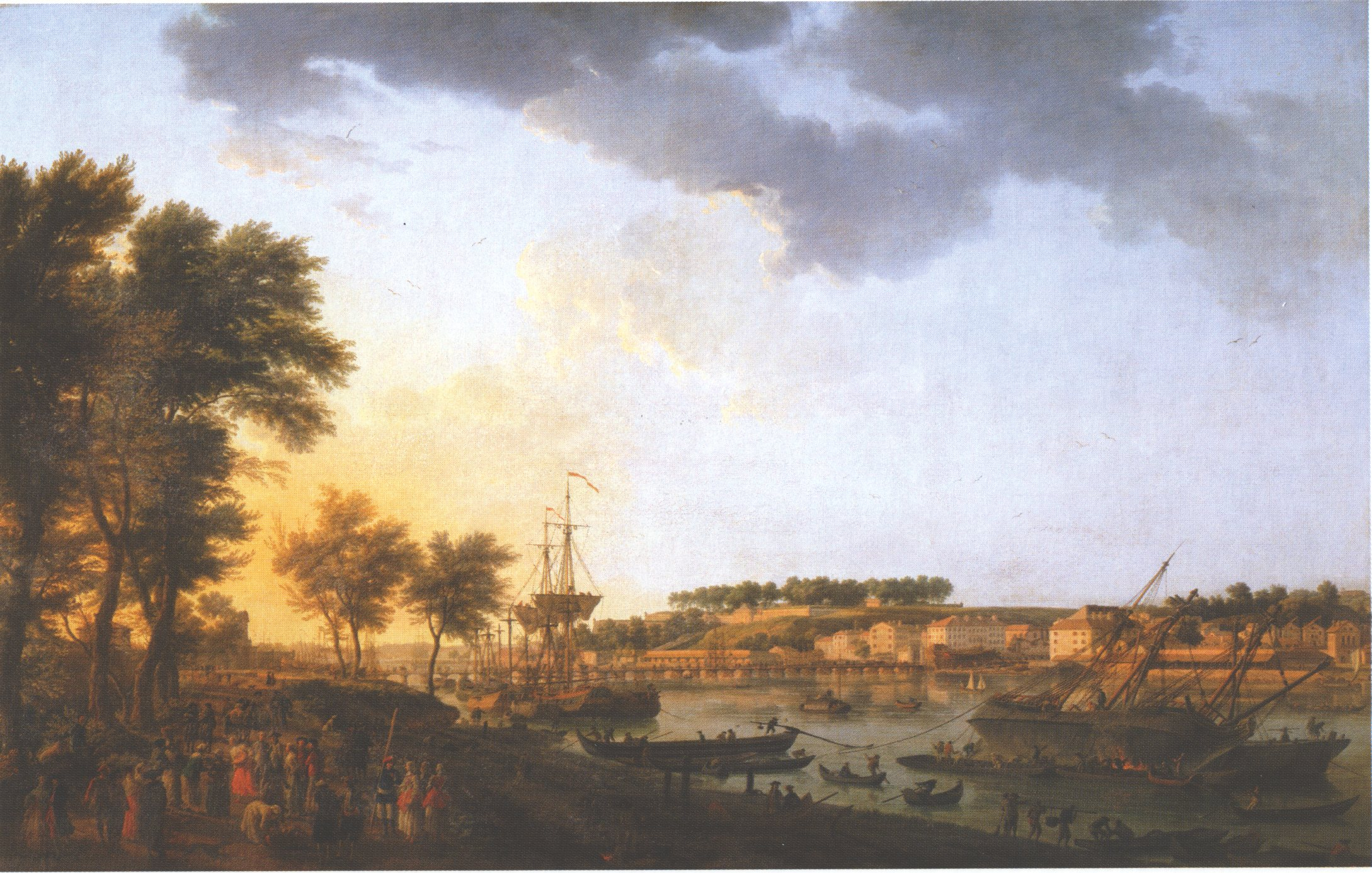
Bayonne kikötője Claude Joseph Vernet 1755-ből való festményén. (Nemzeti Múzeum, Párizs)

### Házasságai
Ferdinánd összesen négyszer nősült. Első feleségét, elsőfokú unokatestvérét, Mária Antonietta Terézia nápoly–szicíliai királyi hercegnőt, I. Ferdinánd nápoly–szicíliai király leányát 1802. október 4-én vette nőül. A frigyből nem született gyermek, miután az asszony kétszer is elvetélt, 1804-ben és 1805-ben. Mária Antónia 1806. május 21-én, mindössze 21 éves korában halt meg. 1808. március 19-én Ferdinánd lett Spanyolország új uralkodója.
A férfi ezután 1816. szeptember 29-én ismét megházasodott. Ezúttal saját unokahúgát, Mária Erzsébet (Izabella) portugál infánsnőt (1797–1818), VI. János portugál király leányát vette el, aki két gyermeket szült férjének.
- Mária Lujza Izabella (1817. augusztus 21. – 1818. január 9.), kisgyermekként meghalt,
- Mária Lujza Izabella (1818. december 26.), halva született.

Mária Izabella 1818. december 26-án, csupán 21 évesen hunyt el (az előző feleség ugyancsak 21 évet élt), második gyermeke születése közben. Mivel Ferdinándnak sürgősen örökösre volt szüksége, így 1819. október 20-án újból megnősült. Harmadik hitvese Mária Jozefa Amália szász hercegnő (1803–1829) lett, Miksa szász koronaherceg leánya, aki azonban nem szült neki gyermeket. Mária Jozefa 1829. május 18-án, 25 évesen elhunyt, az özvegy király még az év december 11-én negyedszer is oltár elé állt. Új felesége az egyik unokahúga, Mária Krisztina nápoly-szicíliai királyi hercegnő (1806–1878), I. Ferenc nápoly–szicíliai király leánya lett, aki két leányt szült férjének:
- Mária Izabella Lujza (1830. október 10. – 1904. április 10.), a későbbi II. Izabella, aki 1846. október 10-én, a 16. születésnapján hozzáment a nála nyolc évvel idősebb unokatestvéréhez, Bourbon Ferenc spanyol infánshoz, akivel 12 közös gyermekük született.
- Lujza Ferdinanda (1832. január 30. – 1897. február 2.), nővérével egy napon ment férjhez Antal orléans-i herceghez, Montpensier hercegéhez I. Lajos Fülöp francia király fiához, akinek kilenc gyermeket szült.

VII. Ferdinánd 1833. szeptember 29-én, 48 évesen távozott az élők sorából. Mivel fiai nem voltak, így idősebb leánya, Mária Izabella Lujza lett Spanyolország királynője II. Izabella néven. Az akkor kétesztendős gyermek nevében, annak nagykorúságáig, ideiglenesen Mária Krisztina királyné kormányozta az országot mint régens. Ferdinánd özvegye 1833. december 28-án titokban ismét férjhez ment, ezúttal a nála két évvel fiatalabb Agustín Fernández Muñoz-hoz, Riansares hercegéhez (a királyi testőrség volt tisztjéhez), akinek hét gyermeket szült. A herceg 1873. szeptember 11-én hunyt el, Mária Krisztina pedig majdnem öt év múlva, 1878. augusztus 22-én, 72 évesen.